# Злотников, Лука Тимофеевич
Лука Тимофеевич Злотников (10 октября 1878, Которижки Капинской волости Двинского уезда Витебской губернии — 2 сентября 1918, Петроград) — русский художник, журналист, сотрудник газет «Земщина», «Вече», «Виттова пляска», журнала «Плювиум», издатель журнала «Паук», кандидат в члены Главной Палаты Русского народного союза Михаила Архангела.

## Биография

Лука Злотников. Черти. 1910-е гг.

Родился в старообрядческой крестьянской семье. В 1900 году отбывал воинскую повинность. Окончил в Петрограде художественно-промышленную школу Императорского общества поощрения художеств. В 1902 году слушал лекции в Сорбонне, сотрудничал как художник во французских газетах.
Вернувшись в Петроград, сотрудничал как карикатурист в правых газетах под псевдонимом Зло. В 1908 году выпустил 5 альбомов карикатур и рисунков. В 1911 году начал издавать сатирический журнал «Паук», посвященный «вопросам борьбы с иудейством». Последний номер вышел в марте 1913 года с уведомлением, что «при существующих административных и цензурных условиях борьба с иудейством невозможна». В январе 1912 года по просьбе Союза русского народа выполнил обложку для десятого тома «Книги русской скорби».
Принимал участие в деле Бейлиса, ездил по этому поводу в Киев, откуда привёз для переиздания в Петрограде брошюру ксёндза Иустина Пранайтиса «Тайна крови у евреев».
Один из активных участников «Общества изучения иудейского племени» (1914), создателем которого был Н. Н. Жеденов. Иллюстрировал брошюры Общества.
Накануне Первой мировой войны выступал с лекциями «Иудей в искусстве». С началом войны ― вольноопределяющийся, художник Трофейной комиссии Военно-походной императорской канцелярии.
После Февральской революции арестован, но вскоре выпущен. Затем снова арестован вместе с членами Союза русского народа Н. Н. Жеденовым и С. К. Глинкой-Янчевским. Через несколько месяцев их, однако, освободили. В третий раз арестован 21 мая 1918 года Петроградской ЧК по делу «Каморры Народной Расправы». В мае несколько петроградских газет опубликовали полученное по почте «Предписание Главного Штаба „Каморры Народной Расправы“ всем представителям домовых комитетов». Текст гласил:

Милостивый государь! В доме, в котором вы проживаете, наверное, есть несколько большевиков и жидов, которых вы знаете по имени, отчеству и фамилии. Знаете также № квартир, где эти большевики и жиды поселились, и № телефонов, по которым они ведут переговоры. Знаете также, может быть, когда они обычно бывают дома, когда и куда уходят, кто у них бывает и т. д. Если вы ничего этого не знаете или знаете, но не все, то „Каморра Народной Расправы“ предписывает вам немедленно собрать соответствующие справки и вручить их тому лицу, которое явится к вам с документами от имени Главного Штаба „Каморры Народной Расправы“. Справки эти соберите в самом непродолжительном времени, дабы все враги русского народа были на учёте, и чтобы их всех, в один заранее назначенный день и час, можно было перерезать. За себя не беспокойтесь, ибо ваша неприкосновенность обеспечена, если вы, конечно, не являетесь тайным или явным соучастником большевиков или не принадлежите к иудину племени. Все сведения, которые вы должны дать, будут нами проверены и, если окажется, что вы утаили что-либо или сообщили неверные данные, то за это понесете ответственность перед „Каморрой Народной Расправы“. Имейте это в виду.
На обращении стояла печать: восьмиконечный крест, окаймленный надписью «Каморра Народной Расправы». По этому делу было арестовано несколько человек ― И. В. Ревенко, Н. А. Ларин, А. Л. Гарязин, Л. Н. Бобров и В. П. Мухин. Хотя в ходе следствия стало ясно, что вся «Каморра» состояла из одного Злотникова, он сам изготовил печать и составил текст объявления, напечатал его и разослал, ― все они были расстреляны.

## Издания
- Карикатуры и рисунки художника Л. Т. Злотникова. Вып. 1—5. СПб., 1908
- Отверженные (Краткая история гонений на племя иудейское). СПб., 1914